# Szaniec Jezuicki
Szaniec Jezuicki (niem. Jesuiterschanze), rzadziej "Fort Jezuicki" – zabytkowy fort trapezowy w Gdańsku. Założony został przez Prusaków w roku 1829 na krawędzi wysoczyzny, w miejscu górującym nad Starymi Szkotami, przy ul. Kolonia Anielinki. Od 1968 roku szaniec jest wpisany do rejestru zabytków.
Szaniec Jezuicki stanowi dobrze zachowany przykład wczesnego fortu wysuniętego tzw. szkoły nowopruskiej, murowanego z cegły z eksperymentalnym użyciem konstrukcji betonowych. Nazwa fortu nawiązuje do pobliskiego kolegium jezuitów przy kościele św. Ignacego oraz do wcześniejszych fortyfikacji wznoszonych w tym miejscu w XVIII wieku i na początku XIX wieku. Powierzchnia zespołu to ok. 10 tys. m kw.

## Historia

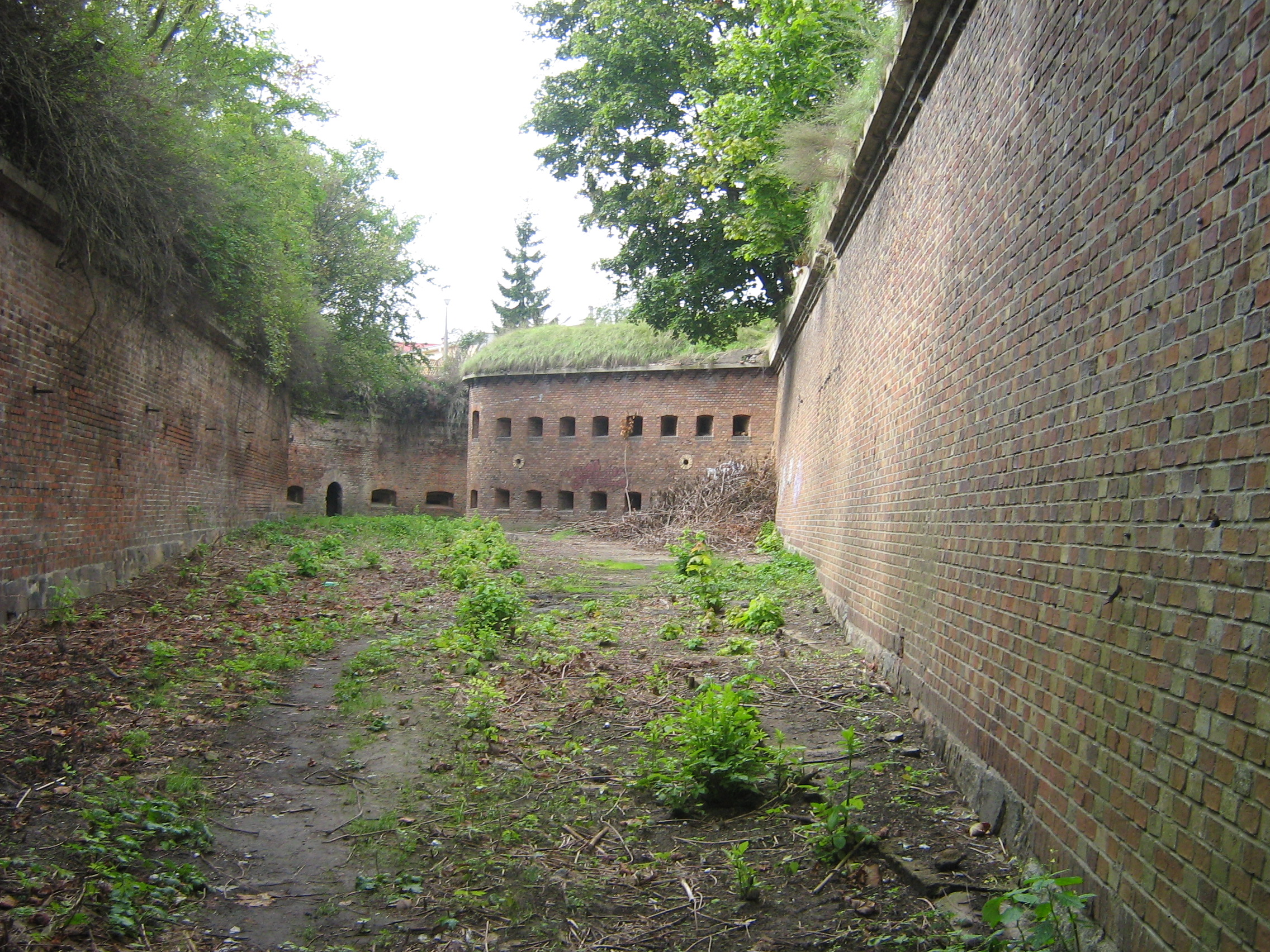
Sucha fosa wzdłuż lewego barku fortu, widok w kierunku kaponiery południowej

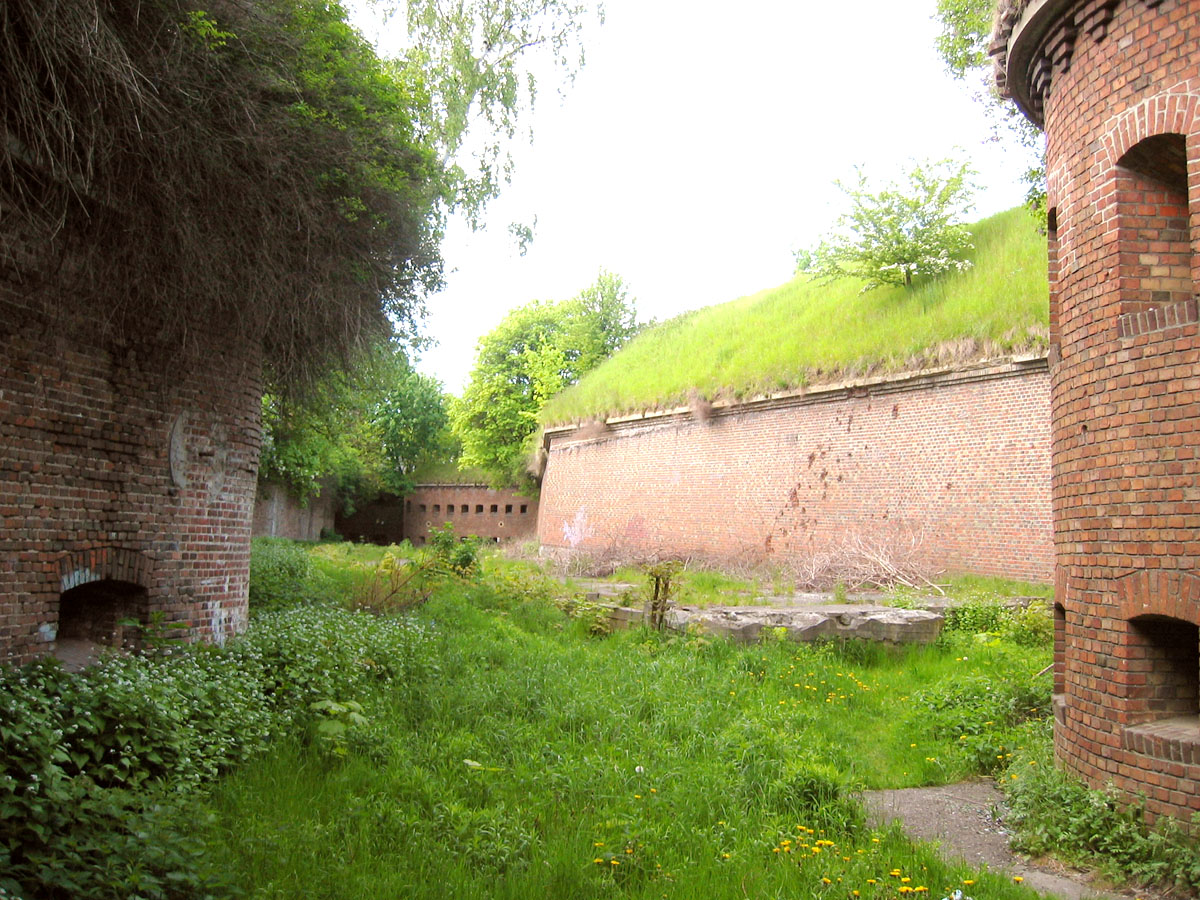
Sucha fosa przed czołem fortu, widok w kierunku kaponiery północnej, z lewej fragment południowej galerii przeciwskarpowej, z prawej fragment kaponiery południowej

Fort zaprojektowano do obrony wzniesienia, którego opanowanie przez nieprzyjaciela groziło ostrzałem artyleryjskim południowej części ówczesnego Gdańska, w tym magazynów na Wyspie Spichrzów. Budowano go w kilku etapach, wielokrotnie zmieniając projekt, w latach 1843–1868.
Umocnienia w tym miejscu powstały już na początku XVIII wieku, były to tzw. lunety z odkrytym tyłem tworzone m.in. z wałów ziemnych. Ich niewysoką skuteczność potwierdziły walki francusko-pruskie z 1807, zakończone porażką Prusaków. W związku z tym w latach 1829-1832 powstał tu ziemny szaniec z murowaną reditą (ostatnim punktem oporu w przypadku oblężenia, w czasie pokoju pełniącym funkcję magazynu prochu). W kolejnych latach obmurowano suchą fosę, a w 1858 roku wybudowano dwie kaponiery do prowadzenia ostrzału artyleryjskiego. Prace nad budową szańca zakończono w 1867 roku. W kompleksie znalazły się magazyn prochowy, laboratorium amunicyjne, schrony i wartownie.
Szaniec Jezuicki miał być pierwszym z dziewięciu fortów planowanego, lecz niezrealizowanego systemu gdańskiej twierdzy pierścieniowej. Szaniec aż do demilitaryzacji twierdzy gdańskiej w 1920 r. obsadzony był przez pułk piechoty stacjonujący w koszarach przy Żabim Kruku (Koszary Wijbego). W czasie drugiej wojny światowej w obiekcie stacjonowała bateria przeciwlotnicza osłaniająca miasto od południa. Podczas walk w 1945 r. zupełnemu zniszczeniu uległa krzyżowa redita. W 1975 roku na szańcu ustawiono maszt telekomunikacyjny, który stał na Szańcu do roku 2012. W 2014 fort wydzierżawiono stowarzyszeniu motocyklistów "Cruiseriders MC Poland". 3 września 2014 runął fragment muru oporowego fortu przy ulicy Kolonia Anielinki. Jego odbudowę rozpoczęto w grudniu tego samego roku.

## Budowa
Wartownie powstałe w 1867 r. wykonano w prototypowej wówczas technologii jako monolityczne obiekty betonowe, zaś magazyn prochowy i laboratorium amunicyjne otrzymały stropy stalowo-betonowe.
Fort ma narys zbliżony do trapezu, dłuższą podstawą zwróconego w kierunku miasta. Ze wszystkich stron otacza go sucha fosa, której skarpa i przeciwskarpa są całkowicie murowane. Do obrony bocznej fosy służyły dwie kaponiery ze strzelnicami w dwóch kondygnacjach oraz galerie strzeleckie przeciwskarpy. W wale znajdują się prochownie, laboratorium amunicyjne i wartownie, natomiast nie zachował się magazyn prochowy w formie krzyżowej redity.